# Rice Lake (hrabstwo Barron)
Rice Lake – miejscowość w Stanach Zjednoczonych, w stanie Wisconsin, w hrabstwie Barron.